# Comarca de Alfaro

Comarca de Alfaro.

La Comarca de Alfaro, La Rioja (España). En la región Rioja Baja, de la zona de Valle.
N.º de municipios: 3
Superficie: 253,17 {\displaystyle km^{2}}
Población (2009): 16.500 habitantes
Densidad: 65,17 hab/{\displaystyle km^{2}}
Latitud media: 42º 12' 47" norte
Longitud media: 1º 49' 12" oeste
Altitud media: 310 m s. n. m.

## Municipios de la comarca
Aldeanueva de Ebro, Alfaro, Rincón de Soto.

## Demografía
| Municipio          | Población | Superficie |
| ------------------ | --------- | ---------- |
| Aldeanueva de Ebro | 2817      | 39,08      |
| Alfaro             | 9811      | 194,12     |
| Rincón de Soto     | 3799      | 19,86      |

La comarca de Alfaro ha sido una de las comarcas que ha tenido mayor desarrollo económico y demográfico de La Rioja. Esto se ha debido a su prospera industria agroalimentaria y vitivinícola, así como el auge que supuso la DOP "Peras de Rincón". Además existen fuertes empresas en diversos sectores como el maderero, mobiliario o la construcción.
Esta auge económico ha supuesto un aumento considerable de la población y de un modo constante desde los años 20 del siglo XX. Este auge ha sido mucho mayor en Alfaro y Rincón de Soto que en Aldeanueva, que no obstante se ha mantenido e incluso se ha incrementado lentamente.

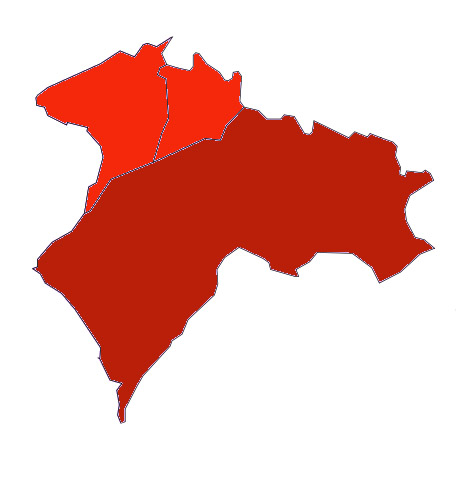
Distribución demográfica por municipios de la comarca de Alfaro

| Gráfica de evolución demográfica de Comarca de Alfaro entre 1900 y 2011                                                                                   |
| |
| Población de derecho (1900-1991) o población residente (2001) según los censos de población del INE. Población según el padrón municipal de 2011 del INE. |

## Orografía

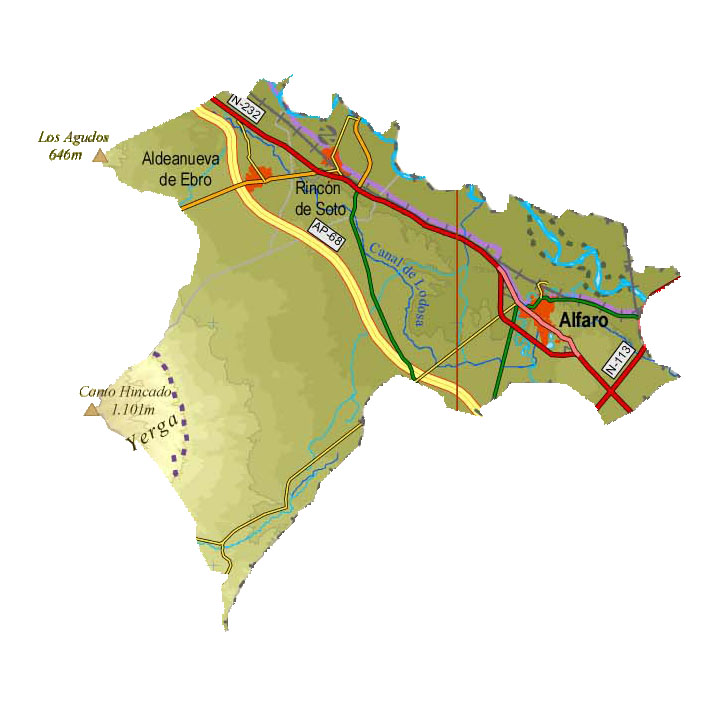
Mapa orográfico de la comarca de Alfaro

La comarca se encuentra en el curso más bajo del río Ebro a su paso por La Rioja. Se sitúa a las faldas de la Sierra de Yerga entre los cursos del Cidacos y el Alhama. Es una comarca de tierras bastante llanas y muy fértiles, lo que hace de esta una comarca muy rica agriamente.